# Neoquernaspis tengjiensis
Neoquernaspis tengjiensis är en insektsart som först beskrevs av Hu 1984.  Neoquernaspis tengjiensis ingår i släktet Neoquernaspis och familjen pansarsköldlöss. Inga underarter finns listade i Catalogue of Life.